# Fuki-ji

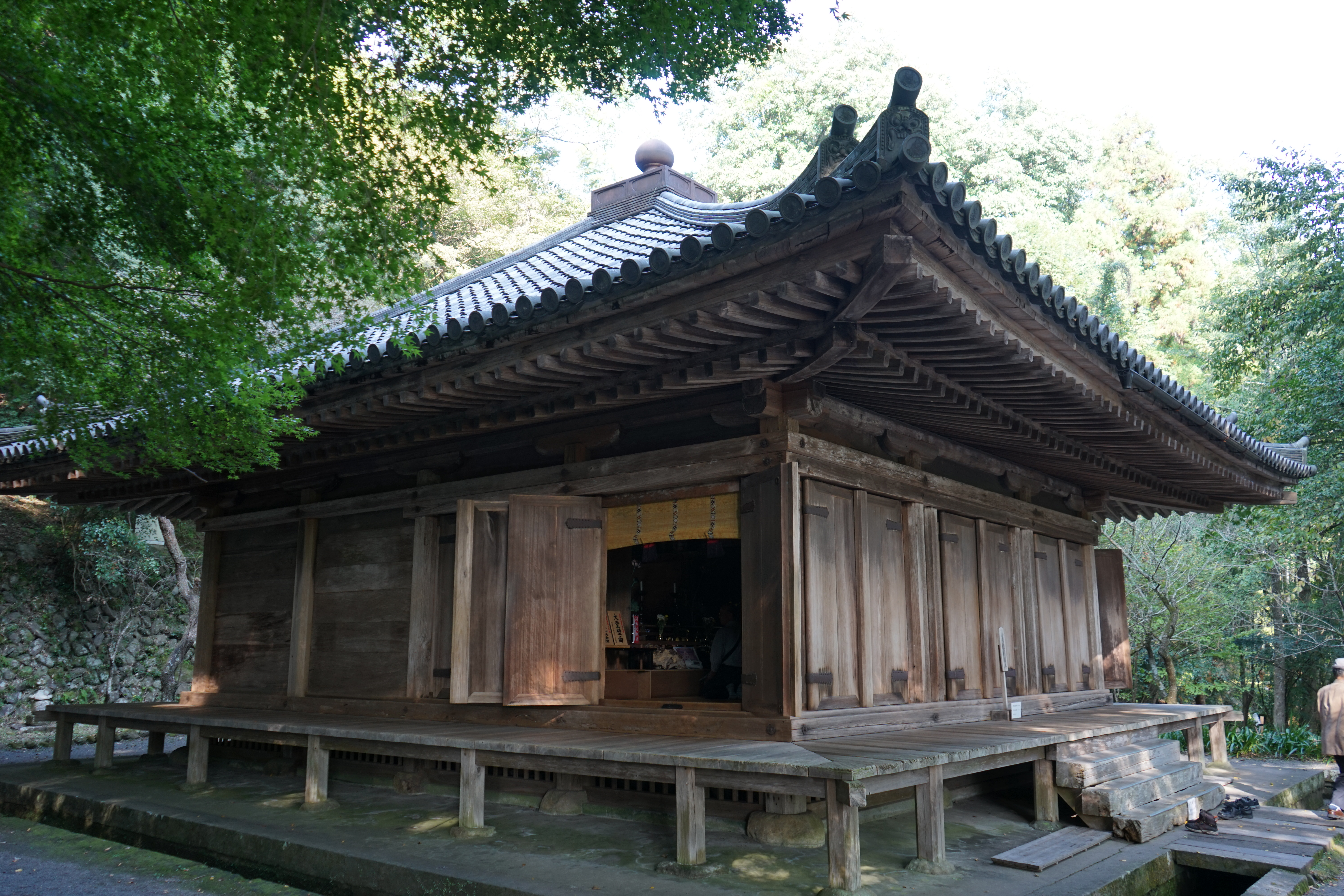
Daidō de Fuki-ji.

Fuki-ji (富貴寺) est un temple bouddhiste de la secte Tendai situé à Bungotakada, dans le sud-ouest de la péninsule de Kunisaki sur l'île de Kyūshū. Le temple a été établi en 718. Son Amida-dō est généralement appelé Fuki-ji Ō-dō. C'est la plus ancienne structure en bois de Kyūshū. Le Ō-dō est un trésor national du Japon. L'image du Amida-Nyōrai assis contenue dans le Ō-dō est désignée bien culturel important du Japon par l'administration japonaise.